# 演ここ.
『演ここ.』（えんここ）は、2003年10月5日から2018年6月30日まで山陰放送 (BSS) ラジオで放送されていたラジオ番組。
14年以上にわたって放送されていた演歌専門の音楽番組である。パーソナリティは、初回から最終回まで一貫して谷口和美が務めていた。

## 放送時間
いずれも日本標準時。

### 本放送
当初は日曜17時台に放送の10分番組であったが、それから6年半をかけて放送枠を拡大していき、土曜もしくは日曜18時台に放送の60分番組になる。18時台での放送になってからは、改編のたびに土曜から日曜へ、日曜から土曜への移動を繰り返していた。
- 日曜 17:30 - 17:40（2003年10月5日 - 2003年12月28日）
- 日曜 17:30 - 17:50（2004年1月4日 - 2008年3月30日）
- 日曜 17:35 - 18:00（2008年4月6日 - 2009年10月4日）
- 日曜 17:05 - 18:00（2009年10月11日 - 2010年4月4日）
- 土曜 18:00 - 19:00（2010年4月10日 - 2010年10月2日）
- 日曜 18:00 - 19:00（2010年10月10日 - 2011年4月3日）
- 土曜 18:00 - 19:00（2011年4月9日 - 2011年10月1日）
- 日曜 18:00 - 19:00（2011年10月9日 - 2012年4月1日）
- 土曜 18:00 - 19:00（2012年4月7日 - 2012年9月29日）
- 日曜 18:00 - 19:00（2012年10月7日 - 2013年3月31日）
- 土曜 18:00 - 19:00（2013年4月6日 - 2013年9月28日）
- 日曜 18:00 - 19:00（2013年10月6日 - 2014年3月30日）
- 土曜 18:00 - 19:00（2014年4月5日 - 2014年9月27日）
- 日曜 18:00 - 19:00（2014年10月5日 - 2015年3月29日）
- 土曜 18:00 - 19:00（2015年4月4日 - 2015年9月26日）
- 日曜 18:00 - 19:00（2015年10月4日 - 2016年3月27日）
- 土曜 18:00 - 19:00（2016年4月2日 - 2017年12月30日）
- 土曜 18:00 - 18:45（2018年1月6日 - 2018年3月31日） - 同じく土曜18時台に15分番組『健やかインフォメーション』が編成されたことにより、一時的に放送枠を縮小。
- 土曜 18:00 - 19:00（2018年4月7日 - 2018年6月30日）

### 再放送
2010年10月10日からは、日曜 5:00 - 6:00 に番組の再放送が行われていた。こちらは本放送と違い、最後まで放送時間の変更は無かった。